# Arbok
Arbok (japanski: アーボック Ābokku) jedan je od 1025 fiktivnih vrsta Pokémona iz medijske franšize Pokémon, skupa Pokémon videoigara, animiranih serija, manga stripova, knjiga, igraćih karata i drugih medija kojima je tvorac Satoshi Tajiri. Svrha je Arboka u videoigrama, animiranoj seriji i manga stripovima, kao i svrha ostalih Pokémona, borba s divljim Pokémonima – neukroćenim stvorenjima koje igrači i likovi pronalaze dok kreću na razne avanture – i pripitomljenim Pokémonima drugih Pokémon trenera.

## Etimologijaimena
Ime Arbok zapravo je premetaljka engleske riječi "cobra" = kobra, odnoseći se na životinju na kojoj se temelji lik Arboka. Pritom je slovo c zamijenjeno slovom k. Jednak princip primijenjen je i na njegovom prethodnom obliku, Ekansu.

## Pokédex podaci
- Pokémon Red i Blue: Postoje glasine kako se oznake na njegovom klobuku različite u različitim podnebljima.
- Pokémon Yellow: Znanstvenici su proučavali zastrašujuće uzorke na njegovom klobuku. Trenutačno je zabilježeno šest različitih oznaka.
- Pokémon Gold: Paralizirajući plijen zastrašujućim oznakama na klobuku, dokrajčit će prestrašenu žrtvu gušenjem i trovanjem.
- Pokémon Silver: Kada jednom odabere metu, njegova osvetnička narav neće mu dopustiti da obustavi potjeru, bez obzira na udaljenost plijena.
- Pokémon Crystal: Kako bi zastrašio protivnike, Arbok širi svoj klobuk i stvara jezive siktajuće zvukove propuštajući zrak iz usta.
- Pokémon Ruby/Sapphire: Ovaj je Pokémon izrazito snažnog mišićja. Sposoban je omotati se oko čeličnih spremnika i potpuno ih sravnati kada ih jednom pritisne svojim tijelom. Kada se Arbok jednom omota oko protivnika, bijeg iz njegovog opakog zagrljaja potpuno je nemoguć.
- Pokémon Emerald: Ovaj je Pokémon izrazito snažnog mišićja. Sposoban je omotati se oko čeličnih spremnika i potpuno ih sravnati kada ih jednom pritisne svojim tijelom. Kada se Arbok jednom omota oko protivnika, bijeg iz njegovog opakog zagrljaja potpuno je nemoguć.
- Pokémon FireRed: Uzorak na njegovom klobuku prikazuje zastrašujuće lice. Slabašni protivnici pobjeći će glavom bez obzira samim pogledom u uzorak.
- Pokémon LeafGreen: Postoje glasine kako se oznake na njegovom klobuku različite u različitim podnebljima.
- Pokémon Diamond/Pearl: Uzorak na klobuku služi mu kao oblik zastrašivanja. Omata se oko svojih protivnika dok su ovi pralizirani od straha.

## U videoigrama
Arbok je u divljini, baš poput svog prethodnog oblika, prisutan tek u određenom broju Pokémon videoigara. Jedinstven je za Pokémon Red inačicu, na Stazama 23 te spilji grada Ceruleana. U igrama druge generacije također je endem, no ovoga puta za Pokémon Silver inačicu. U preradama igara prve generacije, može ga se pronaći isključivo u Pokémon FireRed inačici
Arbok se iz Ekansa razvija na 22. razini.

## Tehnike
| Prirodne tehnike                | Prirodne tehnike | Prirodne tehnike |
| ------------------------------- | ---------------- | ---------------- |
| Tehnika                         | Vrsta tehnike    | Razina           |
| Vatreni očnjak (Fire Fang)      | Vatreni          |                  |
| Ledeni očnjak (Ice Fang)        | Ledeni           |                  |
| Gromoviti očnjak (Thunder Fang) | Električni       |                  |
| Omatanje (Wrap)                 | Normalni         |                  |
| Opaki pogled (Leer)             | Normalni         |                  |
| Otrovna bodlja (Poison Sting)   | Otrovni          |                  |
| Ugriz (Bite)                    | Mračni           |                  |
| Bljesak (Glare)                 | Normalni         |                  |
| Vrištanje (Screech)             | Normalni         |                  |
| Kiselina (Acid)                 | Otrovni          |                  |
| Drobljenje (Crunch)             | Mračni           | 22               |
| Nakupljanje (Stockpile)         | Normalni         | 28               |
| Gutanje (Swallow)               | Normalni         | 28               |
| Pljuvanje (Spit Up)             | Normalni         | 28               |
| Blatna bomba (Mud Bomb)         | Zemljani         | 34               |
| Želučana kiselina (Gastro Acid) | Otrovni          | 42               |
| Sumaglica (Haze)                | Ledeni           | 48               |
| Prljavi mlaz (Gunk Shot)        | Otrovni          | 56               |

## Statistike
| HP:      | 60 |  |
| Attack:  | 85 |  |
| Defense: | 69 |  |
| Special: | 65 |  |
| SpAtk:   | 65 |  |
| SpDef:   | 79 |  |
| Speed:   | 80 |  |

Statistika Special korištena je samo tijekom prve generacije; kasnije je podijeljenja na Special Attack i Special Defense statistike.

## U animiranoj seriji
Jessie, članica Tima Raketa, imala je Arboka kojeg je uhvatila dok je još bio Ekans. Bio joj je iznimno odan. Koristila ga je kao svog glavnog Pokémon borca do epizode A Poached Ego!, gdje ga je oslobodila istovremeno kada i James svoga Weezinga kako bi štitili grupu divljih Ekansa i Koffinga.
U epizodi The Ultimate Test, Ash je koristio Arboka tijekom ispita Pokémon lige protiv instruktorovog Jolteona.